# Ignacio Boo
Ignacio Boo Hanero (Santander, Cantabria, 1725 - Santander, Cantabria, 1790) fue un religioso español, que fue monje jerónimo en el Seminario de Monte Corbán y escribió en 1767 Memorias a Santander y expresiones a Cantabria, donde aportó documentación de Santander durante los siglos XVI, XVII y XVIII.